# Івченко Олена Володимирівна
Олена Володимирівна Івченко (біл. Ялена Уладзіміравна Ивчэнка, рос. Алёна Владимировна Ивченко; нар. 17 травня 1974, Мінськ, БРСР, СРСР) — російська акторка білоруського походження.

## Життєпис
Олена Івченко народилася 17 травня 1974 року в Мінську, в сім'ї професійних музик. Вчилася в музичній школі по класу фортепіано, займалася художньою акробатикою.
Після закінчення школи, у 1991 році, Олена Івченко вирушила у Ленінград, де подала документи в Ленінградський державний інститут театру, музики і кінематографії , але не вступила. Повернулася у Мінськ та влаштувалася помічницею режисера на «Білорусьфільм», та продовжувала готуватися до вступу в театральний до вступу у театральний заклад. 
У 1992 році поїхала у Москву та вступила у Вище театральне училище імені Бориса Щукіна на курс Юрія Шликова.
Дебютувала у кінематографі ще на першому курсі театрального інституту, вона зфільмувалася в стрічці «Брюнетка за тридцять копійок».
1996 року закінчила театральний інститут та була запрошена в театр «Et Cetera», де працювала до 2007 року.
Олени Івченко працювала ведучою на радіо «Ехо Москви» та акторкою озвучення.

## Фільмографія
| Рік       |   | Українська назва               | Оригінальна назва           | Роль                                               |
| --------- | - | ------------------------------ | --------------------------- | -------------------------------------------------- |
| 2020      | с | Магомаєв                       | Магомаев                    | Катерина Фурцева, міністр культури СРСР            |
| 2019      | с | Жуки                           | Жуки                        | Евеліна Геннадіївна депутатка Держдуми, мати Ганни |
| 2018      | с | Посольство                     | Посольство                  | дружина Урбанека                                   |
| 2016      | с | Готель Елеон                   | Отель Элеон                 | Жанна Василівна подруга Валентини                  |
| 2014      | с | Гра. Реванш                    | Игра. Реванш                | Світлана                                           |
| 2013      | ф | Ти заплатиш за все             | Ты заплатишь за всё         | Ганна Резнікова                                    |
| 2012      | с | Іван і Толян                   | Иван и Толян                | Лариса                                             |
| 2011      | с | Бігти                          | Бежать                      | Валерія Сомова, головна роль                       |
| 2011      | с | Метод Лаврової                 | Метод Лавровой              | Лідія Куділіна, капітан міліції                    |
| 2011      | с | Випадковий свідок              | Случайный свидетель         | Катя                                               |
| 2009      | с | Коли падають гори              | Когда падают горы           | Галина                                             |
| 2009      | с | Лігво Змія                     | Логово Змея                 | Юлія Радзіна                                       |
| 2008      | с | Міни у фарватері               | Мины в фарватере            | мати Юрія                                          |
| 2008      | с | Біси                           | Бесы                        | Віргінська                                         |
| 2008      | ф | Не намагайтеся зрозуміти жінку | Не пытайтесь понять женщину | Ольга Краснова, головна роль                       |
| 2008—2010 | с | Я лечу                         | Я лечу                      | Ніна Старкова, лікарка                             |
| 2007      | ф | Ніколи не забуду тебе          | Никогда не забуду тебя      | Наталя Михайлівна, мати Міли                       |
| 2007      | с | Велика гра                     | Большая игра                | Олена Баженова                                     |
| 2006      | ф | Невірність                     | Неверность                  | Ганна                                              |
| 2006      | с | Під Великою ведмедицею         | Под Большой медведицей      | Валерія                                            |
| 2006      | ф | Формула зеро                   | Формула зеро                | Жанна Басманова, власниця казино                   |
| 2004      | с | Комедійний коктейль            | Комедийный коктейль         | Марина                                             |
| 2003      | ф | Жіноча інтуїція                | Женская интуиция            | Юлія                                               |
| 2003—2004 | с | Бідна Настя                    | Бедная Настя                | Нелідова, фрейліна імператриці, коханка Миколи I   |
| 2001      | ф | Оголена натура                 | Обнажённая натура           | Наташа                                             |
| 2001      | с | Золото Югри                    | Золото Югры                 | Тетяна Колосова, головна роль                      |
| 1991      | ф | Брюнетка за тридцять копійок   | Брюнетка за тридцать копеек | епізодична роль                                    |